# یاست
یاست (به انگلیسی: YaST) یک ابزار راه‌اندازی و پیکربندی برای سیستم‌عامل لینوکس است که در توزیع‌های اوپن‌سوزه و توزیع‌های تجاری شرکت سوزه مانند سوزه لینوکس انترپرایز سرور و دسکتاپ مورد استفاده قرار می‌گیرد. این ابزار می‌تواند بسیاری از جنبه‌های سیستم را پیکربندی کند. اولین توزیع سوزه که یاست را در خود جای داد در می ۱۹۹۶ عرضه شد.

## ویژگی‌ها

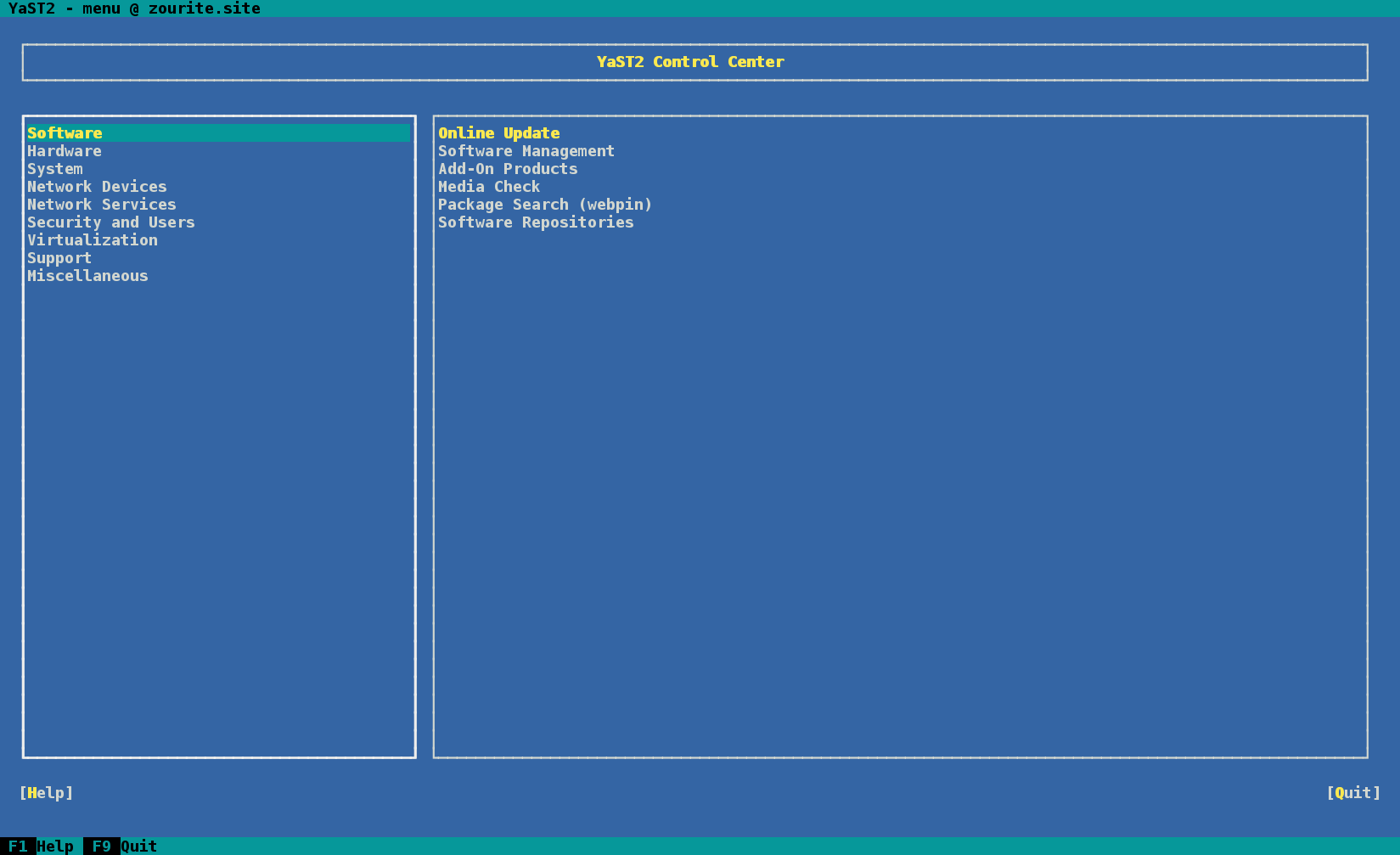
یاست با ان‌کرسز در محیط غیر گرافیکی

یاست به مدیران سیستم اجازه می‌دهد تا بسته‌های نرم‌افزاری را مدیریت کنند، سخت‌افزارها را پیکربندی کنند، شبکه‌ها و سرورها را راه‌اندازی و تنظیم کنند و کارهای دیگر.
یکی از ویژگیهای یاست این است که front end آن هم به صورت گرافیکی و هم بدون گرافیک با استفاده از کتابخانه ان‌کرسز در دسترس است. این یک ویژگی بسیار مفید برای مواقعیست که نصب سیستم‌عامل بدون واسط گرافیکی انجام می‌گیرد مثلاً برای سرورها و همچنین مواقعی که کاربر نمی‌تواند به یک سرور گرافیکی بوت کند ولی نیازمند یک واسط کاربر پیشرفته برای مدیریت بسته‌ها و کارهای دیگر است، همچنین برای مدیریت سیستم بر فراز ارتباط کم سرعت اینترنت می‌تواند مفید واقع شود.
یاست قابلیت مدیریت بسته را از طریق زایپ ارائه می‌کند. با شروع اوپن سوزه ۱۱٫۰ آلفا ۳، زایپ با یک حل کنندهٔ صدق‌پذیری بولی (به انگلیسی: Boolean satisfiability solver) یا به اختصار (SAT solver) یکپارچه شد که همین یاست و زایپ را سریعتر از دیگر مدیرهای بستهٔ مبتنی بر RPM ساخت.

## یاست خودکار (AutoYaST)
یاست خودکار (AutoYaST) قابلیتی است که می‌تواند یک یا تعدادی سیستم سوزه را بدون دخالت کاربر به صورت اتوماتیک نصب کند، این کار با استفاده از یک فایل کنترل انجام می‌شود که حاوی تنظیمات سیستم و چگونگی نصب است.

## صفحات مرتبط
- وبمین (Webmin)